# Львовский радиоремонтный завод
Львовский радиоремонтный завод (укр. Львівський радіоремонтний завод) — государственное предприятие военно-промышленного комплекса Украины.
Входит в перечень предприятий, имеющих стратегическое значение для экономики и безопасности Украины. Относится к категории объектов повышенной опасности (опасным производствам).

## История
Предприятие было создано в ноябре 1944 года и с декабря 1953 года осуществляет ремонт радиолокационной техники.
В 1954 году завод был передан в подчинение Главного артиллерийского управления министерства обороны СССР.

### После 1991
После провозглашения независимости Украины, 801-й радиоремонтный завод был передан в ведение министерства обороны Украины.
В 1996 году завод освоил капитальный ремонт радиолокационных станций метрового диапазона П-18.
27 июля 1998 года завод был внесён в перечень предприятий, имеющих стратегическое значение для экономики и безопасности Украины.
В 1998, 1999, 2000 и 2001 гг. завод был освобождён от уплаты земельного налога (размеры земельного участка предприятия в этот период времени составляли 13,46 га).
Весной 2005 года правительством Украины было принято решение о создании корпорации "Научно-производственное объединение «Небо Украины»" из восьми промышленных предприятий по ремонту, техническому обслуживанию и модернизации средств ПВО (в состав которой должен был войти и Львовский радиоремонтный завод).
По состоянию на начало 2008 года, завод осуществлял:
- производство автоматических и полуавтоматических средств проверки и отладки агрегатов и узлов радиолокационных станций, оснастки и стендового оборудования для ремонта РЛС и запчасти к РЛС[2]
- капитальный ремонт и модернизацию радиолокационных станций типов П-12 и П-18 всех модификаций, радиовысотомеров ПРВ-9 и ПРВ-16, радиолокационных запросчиков НРЗ-3 и НРЗ-4, контрольно-измерительных проверочных станций 2В7 и 2В8, радиоизмерительных приборов[2]
- оказание услуг военно-технического назначения: обучение специалистов, командирование бригад специалистов по ремонту и техническому обслуживанию радиолокационной техники[2]

После создания в декабре 2010 года государственного концерна «Укроборонпром», предприятие было включено в состав концерна.
После начала боевых действий на востоке Украины весной 2014 года завод был привлечён к выполнению государственного военного заказа. 10 сентября 2014 года заводу выделили 6,04 млн. гривен на ремонт станций постановки радиопомех Р-330Б и Р-378А(Б) и пунктов управления Р-330К для вооружённых сил Украины.
В ноябре 2018 года завод передал в войска один отремонтированный зенитный комплекс С-125М1 и один ЗРК "Тор".
26 марта 2022 года в ходе вторжения России на Украину по цехам Львовского радиоремонтного завода был нанесен ракетный удар